# Met voorbedachten rade (hoorspel)
Met voorbedachten rade is een hoorspelserie naar het boek With Intent (1968) van Laurence Henderson. De BBC zond het als hoorspel uit vanaf 14 maart 1970. Rob Geraerds vertaalde het en de AVRO zond het uit vanaf dinsdag 19 januari 1971. De regisseur was Dick van Putten.

## Delen
- Deel 1 (duur: 55 minuten)
- Deel 2 (duur: 55 minuten)
- Deel 3 (duur: 55 minuten)
- Deel 4 (duur: 51 minuten)

## Rolbezetting
- Tonny Foletta (agent Toms)
- Tine Medema (Mary, z’n vrouw)
- Bert van der Linden (wachtcommandant Newcombe)
- Hans Karsenbarg (agent Paulsen)
- Jos van Turenhout (meneer Lloyd)
- Huib Orizand (brigadier Milton)
- Rob Geraerds (inspecteur Davis)
- Frans Somers (een dokter)
- Willy Ruys (Drenton)
- Jan Wegter (brigadier Lefèvre)
- Fé Sciarone (Sally Carter)
- Gerrie Mantel (Jo Carter)
- Frans Vasen (agent Spencer)
- Jan Borkus (Harry Carter)
- Els Buitendijk (Christine Wren)
- Jan Wegter (een kastelein)
- Corry van der Linden (Gloria Lamar)
- Dogi Rugani (mevrouw Milton)
- Frans Kokshoorn (brigadier Rogers)
- Tonny Foletta (Topper Martin)
- Tine Medema (een barjuffrouw)
- Jos van Turenhout (Pinky Price)
- Nel Snel (mevrouw Davis)
- Hans Veerman (Griffin)
- Jan Wegter (rechercheur Wilson)
- Dick Top (agent Henderson)
- Paul Deen (professor Grimaldi)
- Nol Stuvansky (grootvader Mitchell)
- Dick Top (Tom Brockhaus)
- Frans Somers (de officier van justitie)
- Jan Wegter (Andrews)
- Tonny Foletta (Blackwell)
- Willy Ruys (anatoom-patholoog)
- Frans Kokshoorn (een dokter)

## Inhoud
Op een bitter koude winteravond nadert een politieagent een bestuurder die parkeert in een gore achterbuurt. Hij wordt in het gelaat geschoten. De detectives die jacht maken op de schutter staan voor een bijna onoplosbaar probleem, want de misdaad lijkt zonder motief. Als ze - geleid door hardnekkige vastberadenheid - hun mannetje dan toch inpikken, slagen ze er niet in hem voor de rechtbank te brengen. Wat kunnen ze doen als er onvoldoende bewijs is? Wat moet er gedaan worden met criminelen wier schuld vaststaat, maar aan wie de wet niet kan raken?